# (7443) Tsumura
(7443) Tsumura (1996 BR2) – planetoida z pasa głównego asteroid okrążająca Słońce w ciągu 5 lat w średniej odległości 2,92 j.a. Odkryta 26 stycznia 1996 roku.